# Municipio de Bloomfield (condado de Polk)
El municipio de Bloomfield (en inglés: Bloomfield Township) es un municipio ubicado en el condado de Polk en el estado estadounidense de Iowa. En el año 2010 tenía una población de 31301 habitantes y una densidad poblacional de 427,6 personas por km².

## Geografía
El municipio de Bloomfield se encuentra ubicado en las coordenadas 41°31′58″N 93°39′45″O / 41.53278, -93.66250. Según la Oficina del Censo de los Estados Unidos, el municipio tiene una superficie total de 73.2 km², de la cual 71.8 km² corresponden a tierra firme y (1.91%) 1.4 km² es agua.

## Demografía
Según el censo de 2010, había 31301 personas residiendo en el municipio de Bloomfield. La densidad de población era de 427,6 hab./km². De los 31301 habitantes, el municipio de Bloomfield estaba compuesto por el 81.09% blancos, el 6.04% eran afroamericanos, el 0.53% eran amerindios, el 4.1% eran asiáticos, el 0.05% eran isleños del Pacífico, el 4.88% eran de otras razas y el 3.31% pertenecían a dos o más razas. Del total de la población el 12.23% eran hispanos o latinos de cualquier raza.